# Шаброль, Жан-Пьер
Жан-Пьер Шаброль (фр. Jean-Pierre Chabrol; 11 июня 1925 — 1 декабря 2001) — французский писатель

.

## Биография
Жан-Пьер Шаброль родился 11 июня 1925 года, в небольшой деревушке Chamborigaud (Шамбориго) (Франция).
С детства его окружали дикие горы, Жан-Пьер считал, что его ранние годы были очень счастливыми. Он хорошо учился в школе, был творческим человеком. Мечтал стать деятелем искусства — художником, но при этом очень любил поэзию. Его родители были низкого происхождения, а семейные корни уходили далеко вглубь XIV века. У него были сложные отношения с отцом, он был его наставником в жизни, и, нередко, повышал на него свой голос.
Так во время оккупации фашистами Жан-Пьер нарисовал одну картину, связанную с молодёжным движением Jeunesses pétainistes и представил её своим близким. Отец не оценил этого порыва и указал ему на то, что все в семье считали себя республиканцами и не потерпят в доме фашиста. Эти слова дали повод для размышлении и сильно повлияли в дальнейшем на его судьбу.
В 1942 году Жан-Пьер переезжает в Париж, чтобы продолжить свое обучение. Становится участником Движения Сопротивления.
После его привлечения к освободительной армии он доходит до самого Берлина, и только в 1946 году возвращается в Париж.
После войны он понимает, что вернуться к обычной жизни слишком сложно. Он расскажет об этом периоде жизни в своем произведении «Красная кошка» 1963 года.
Он становится членом Коммунистической партии, работает карикатуристом в газете при партии — Юманите. Близкие люди советуют ему продолжать писать, и он становится редактором этой газеты. Но в 1956 году Жан-Пьер выходит из партии и бросает свою работу.
В 60-е годы к Жан-Пьеру приходит слава, благодаря СМИ он находит себя как журналист, писатель, а также сценарист. Его пьесы ставят по многих театрах Франции, именно это помогает ему вернуться к жизни. Он старается много путешествовать, занимать себя различными делами, заботиться о близких людях.
В своем творчестве он описывает жизнь французского народа, его особенности: свободомыслие, бунтарство. Его произведения охватывают огромные отрезки времени, он описывает и современность и далекое прошлое.
Он умер 1 декабря 2001 года, Женолак (Франция). Его похоронили в семейном склепе рядом с отцом.

### Автор романов
- Последний патрон (1953)
- Гиблая слобода (1955, русский перевод 1957)
- Дикая роза (1957)
- Божьи безумцы (1961, русский перевод 1963)
- Пушка „Братство“ (1970, русский перевод 1972)
- Козёл в пустыне (1975)
- Миллионы, миллионы японцев (1964)
- Бунтари
  - т. 1 «Бунтари» (1965, русский перевод 1969)
  - т. 2 «Нищенка» (1966)
  - т. 3 «Погода разгулялась» (1968)

### Премии
Популистская[уточнить] премия за роман «Гиблая слобода» (1955)